# Katastrofa drogowa w Puisseguin
Katastrofa drogowa w Puisseguin – wypadek który wydarzył się 23 października 2015, kilometr od miejscowości Puisseguin, 20 kilometrów od Bordeaux. W zderzeniu ciężarówki z autokarem zginęły 43 osoby, a 5 zostało rannych. 
W autokarze podróżowali członkowie klubu trzeciego wieku z Petit-Palais-et-Cornemps, którzy jechali na wycieczkę do departamentu Landy. Do katastrofy doszło na zakręcie, na wąskiej, wiejskiej drodze. W następstwie czołowego zderzenia dwóch pojazdów wybuchł pożar. Z płonącego wraku wydostało się zaledwie 8 osób, a 5 z nich odniosło obrażenia.